# Kanurennsport-Weltmeisterschaften 1975
Die 12. Kanurennsport-Weltmeisterschaften fanden 1975 in Belgrad (Jugoslawien) statt.
Es wurden Medaillen in 18 Disziplinen des Kanurennsports vergeben: sechs Canadier und neun Kajak-Wettbewerbe der Männer sowie drei Kajak-Wettbewerbe der Frauen.

## Ergebnisse

### Männer

#### Canadier
| Event        | Gold                                             | Zeit     | Silber                                       | Zeit    | Bronze                                           | Zeit    |
| ------------ | ------------------------------------------------ | -------- | -------------------------------------------- | ------- | ------------------------------------------------ | ------- |
| C-1 500 m    | Sowjetunion Serhij Petrenko                      | 1:56,03  | Ungarn Miklós Darvas                         | 1:56,28 | Bulgarien Borislaw Ananijew                      | 1:56,57 |
| C-1 1000 m   | Sowjetunion Wassyl Jurtschenko                   | 4:07,42  | Rumänien Ivan Patzaichin                     | 4:09,47 | Ungarn Tamás Wichmann                            | 4:10,74 |
| C-1 10.000 m | Sowjetunion Wassyl Jurtschenko                   | 45:33,50 | Ungarn Károly Szegedi                        |         | Jugoslawien Matija Ljubek                        |         |
| C-2 500 m    | Sowjetunion Alexander Winogradow Michail Lobanow | 1:44,39  | Tschechien Tomáš Šach Jiří Čtvrtečka         | 1:45,38 | Ungarn Gábor Árva Péter Povázsay                 | 1:46,53 |
| C-2 1000 m   | Ungarn Gábor Árva Péter Povázsay                 | 3:39,43  | Rumänien Gheorghe Danielov Gheorghe Simionov | 3:50,16 | Sowjetunion Roman Wyschenko Alexander Winogradow | 3:50,79 |
| C-2 10.000 m | Sowjetunion Vladislovas Česiūnas Juri Lobanow    | 34:34,11 | Ungarn Tamás Buday Oszkár Frey               |         | Bulgarien Iwan Burtschin Stefan Iliew            |         |

#### Kajak
| Event                 | Gold                                                                              | Zeit     | Silber                                                                     | Zeit    | Bronze                                                                              | Zeit    |
| --------------------- | --------------------------------------------------------------------------------- | -------- | -------------------------------------------------------------------------- | ------- | ----------------------------------------------------------------------------------- | ------- |
| K-1 500 m             | Ungarn Géza Csapó                                                                 | 1:44,34  | Rumänien Vasile Dîba                                                       | 1:45,74 | Polen Grzegorz Śledziewski                                                          | 1:46,13 |
| K-1 1000 m            | Polen Grzegorz Śledziewski Italien Oreste Perri                                   | 3:43,55  |                                                                            |         | DDR Rüdiger Helm                                                                    | 3:44,81 |
| K-1 10.000 m          | Italien Oreste Perri                                                              | 42:12,37 | Deutschland Hans-Erich Pasch                                               |         | Polen Kazimierz Nikin                                                               |         |
| K-1 4 × 500 m Staffel | Ungarn Iván Herczeg József Svidró Zoltán Sztanity Péter Várhelyi                  | 7:24,16  | Rumänien Zoltab Eseanu Mihai Zafiu Ion Dragulschi Vasile Dîba              |         | Spanien Herminio Menéndez Martín Vázquez López Luis Gregorio Ramos José Ramón López |         |
| K-2 500 m             | Sowjetunion Wiktor Worobiew Mikalaj Astapkowitsch                                 | 1:35,02  | DDR Herbert Laabs Harald Marg                                              | 1:35,44 | Rumänien Larion Serghei Policarp Malîhin                                            | 1:36,14 |
| K-2 1000 m            | DDR Alexander Slatnow Gerhard Rummel                                              | 3:28,21  | Rumänien Larion Serghei Policarp Malîhin                                   | 3:29,34 | Ungarn József Deme János Rátkai                                                     | 3:30,18 |
| K-2 10.000 m          | Ungarn Zoltán Bakó István Szabó                                                   | 38:44,73 | Italien Danio Merli Giorgio Sbruzzi                                        |         | Sowjetunion Waleri Tschemeza Petras Schurskas                                       |         |
| K-4 1000 m            | Spanien Herminio Menéndez José María Esteban José Ramón López Luis Gregorio Ramos | 3:06,40  | DDR Herbert Laabs Gerhard Rummel Rüdiger Helm Harald Marg                  | 3:06,60 | Ungarn József Deme János Rátkai Zoltán Bakó István Szabó                            | 3:06,76 |
| K-4 10.000 m          | Norwegen Einar Rasmussen Steinar Amundsen Andreas Olheim Olaf Søyland             | 34:47,69 | Rumänien Costel Coșniță Vasile Simioncenco Cuprian Macarencu Nicușor Eșanu |         | Sowjetunion Leonid Derewjanko Mikalaj Harbatschou Pjotr Schurga Anatoli Scharikin   |         |

### Frauen

#### Kajak
| Event     | Gold                                                     | Zeit    | Silber                                                                             | Zeit    | Bronze                                                         | Zeit    |
| --------- | -------------------------------------------------------- | ------- | ---------------------------------------------------------------------------------- | ------- | -------------------------------------------------------------- | ------- |
| K-1 500 m | DDR Anke Ohde                                            | 1:56,57 | Sowjetunion Galina Kreft                                                           | 1:59,12 | Rumänien Maria Mihoreanu                                       | 2:01,58 |
| K-2 500 m | DDR Bärbel Köster Carola Zirzow                          | 1:48,57 | Sowjetunion Galina Kreft Kateryna Nahirna                                          | 1:49,54 | Polen Maria Kazanecka Katarzyna Kulczak                        | 1:53,02 |
| K-4 500 m | DDR Bettina Müller Bärbel Köster Anke Ohde Carola Zirzow | 1:37,61 | Sowjetunion Larissa Besnitzkaja Kateryna Nahirna Nadeshda Trachimenok Galina Kreft | 1:39,24 | Ungarn Ilona Tözsér Mária Zakariás Klára Rajnai Ágnes Pozsonyi | 1:39,61 |

## Medaillenspiegel
| Rang   | Nation           | Gold | Silber | Bronze | Gesamt |
| ------ | ---------------- | ---- | ------ | ------ | ------ |
| 1      | Sowjetunion      | 6    | 3      | 3      | 12     |
| 2      | Ungarn           | 4    | 3      | 5      | 12     |
| 3      | DDR              | 4    | 2      | 1      | 7      |
| 4      | Italien          | 2    | 1      | –      | 3      |
| 5      | Polen            | 1    | –      | 3      | 4      |
| 6      | Spanien          | 1    | –      | 1      | 2      |
| 7      | Norwegen         | 1    | –      | –      | 1      |
| 8      | Rumänien         | –    | 6      | 2      | 8      |
| 9      | Tschechoslowakei | –    | 1      | –      | 1      |
| 9      | BR Deutschland   | –    | 1      | –      | 1      |
| 11     | Bulgarien        | –    | –      | 2      | 2      |
| 12     | Jugoslawien      | –    | –      | 1      | 1      |
| Gesamt | Gesamt           | 18   | 18     | 18     | 54     |